# Кичмени живци
Кичмени живци (лат. nervi spinales)  су део периферног нервног система кога сачињавају живци који полазе са кичмене мождине. Код човека их има 31 пар и полазе са кичмене мождине помоћу два корена:
- предњи корен (radix anterior), полази са предњих рогова сиве масе кичмене мождине; углавном садржи моторна живчана влакна за мишиће удова и трупа
- задњи корен' (radix posterior), полази са задњих рогова кичмене мождине; граде га сензитивна живчана влакна која улазе у кичмену мождину; њему је придодат сензитивни кичмени живчани чвор (ganglion spinale).

## Гране кичмених живаца
По изласку из кичмене мождине корени се спајају и награде кичмени живац. Део кичмене мождине са кога полази један пар нерава назива се сегмент. Живац излази кроз међупршљенски отвор и грана се на 4 гране:
- предња или моторна грана (ramus anterior)
- задња или сензитивна грана (ramus posterior)
- можданична грана (ramus meningeus)
- спојничка грана (ramus communicans albus), која представља спојницу са симпатичким стаблом.

## Плексуси
По изласку из кичмене мождине, живци формирају сплетове (plexus) од којих полазе живци за поједине делове тела.

### Вратни сплет (plexus cervicalis)
Граде га предње гране прва четири кичмена живца. Од њега полазе две врсте грана:
- сензитивне за кожу врата, уха, рамена и горњег дела грудног коша;
- моторне које инервишу мишиће врата и дијафрагму.

### Рамени сплет (plexus brachialis)
Рамени сплет граде предње гране од 5. до 8. живца и први грудни живац. Од њега полазе три примарна живчана снопа од којих полазе живци за кожу и мишиће рамена и руку.

### Међуребарни живци (nervi intercostales)
У пределу грудног коша се не формирају сплетови већ од грана спиналних живаца настају међуребарни живци. У сваки међуребарни простор улази по један живац.

### Слабински сплет (plexus lumbalis)
Граде га први, други, трећи и четврти слабински живац. Његове најважније гране су:
- бутни живац (n. femoris) који инервише предње мишиће и кожу предње стране бута;
- запорни живац (n. obturatorius) који инервише унутрашње мишиће бута и кожу унутрашње стране бута.

### Крсни сплет (plexus sacralis)
Граде 4. и 5. слабински и 1, 2. и 3. крсни живац. Његове најважније гране су:
- бочне гране које инервишу седалне мишиће;
- велики седални живац (n. ischiadicus) који инервише задње мишиће бута и грана се на лишњачки и голењачки живац.

### Стидни сплет (plexus pudendus)
Предње гране 3, 4. и 5. крсног живца граде овај сплет. Завршна грана је стидни живац, који инервише мишиће међице и кожу спољашњих полних органа.

### Тртични сплет (plexus coccygeus)
Представља у ствари спојницу предње гране петог крсног и тртичног живца. Оживчава кожу чмара.

## Галерија
- Део кичмене мождине приказује десну бочну страну. Дура је отворена да би се видели корени живаца
- Распоред кожних живаца: Вентрални аспект
- Распоред кожних живаца: Дорзални аспект
- Кичмена мождина са тврдим омотачем, на излазу живца
- Кичмена мождина са предњим I задњим коријенима кичмених живаца
- Дуги приказ кичмене мождине
- Пројекција кичмене мождине у живце (моторни – црвено; сензорни – плаво)
- Пројекција кичмене мождине у живце (моторни – црвено; сензорни – плаво), плави сензор).

- Слике дисекција
- Мозак: доњи аспект, дубока дисекција
- Мозак: доњи аспект, дубока дисекција.
- Спинални живци: кичмена мождина и њен канал #дубока дисекција#